# Соловки (очерк)

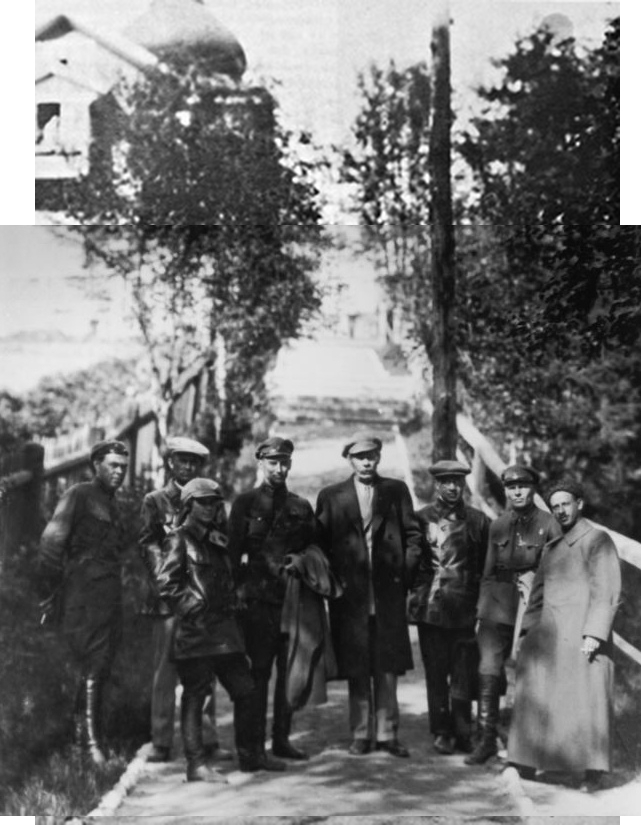
Максим Горький на Соловках (1929)

«Соловки» — очерк Максима Горького о его посещении Соловецкого лагеря особого назначения в 1929 году.

## Содержание
Горький описывает красивые виды Соловецкого острова, а также кратко упоминает историю Соловецкого монастыря. Обрисован неприглядный образ монахов, живших на острове прежде и теперь.
Прибыв в Соловецкий лагерь, Горький разговаривает с заключёнными-уголовниками. Хотя некоторые из них сохраняют криминальные повадки и образ мышления, но большинство встали на путь исправления:
Чувствуется, что многие решительно отмахнулись от своего прошлого и не любят говорить о нём, а если говорят о себе, то как о людях уже чужих, о людях, которых обманули.
Заключённые обсуждают с Горьким условия на Соловках («тяжело», но «всё-таки не тюрьма»), свои любимые книги и песни. Когда появляется заключённый, которого называют шпионом, остальные выражают ему своё негодование и презрение.
Далее автор описывает работающих на Соловках специалистов в разных областях из числа заключённых и бывших заключённых, решивших остаться на острове. Они показаны глубоко увлечёнными своим делом.
Упомянута культурная жизнь лагеря: библиотека, музей, журнал, подробно описан музыкальный концерт.
Уделено внимание побегам из лагеря; показано, что сбежать практически невозможно, обычно сбежавшие возвращаются сами, и даже заключённые не одобряют побеги: «Ежели тебе доверие оказано — должен оправдать».
Завершается очерк размышлениями о преступлениях и наказаниях в «мещанских» государствах и Советском союзе.
«Соловецкий лагерь особого назначения» — не «Мёртвый дом» Достоевского, потому что там учат жить, учат грамоте и труду. Это не «Мир отверженных» Якубовича-Мельшина, потому что здесь жизнью трудящихся руководят рабочие люди, а они, не так давно, тоже были «отверженными» в самодержавно-мещанском государстве. Рабочий не может относиться к «правонарушителям» так сурово и беспощадно, как он вынужден отнестись к своим классовым, инстинктивным врагам, которых — он знает — не перевоспитаешь. И враги очень усердно убеждают его в этом. «Правонарушителей», если они — люди его класса — рабочие, крестьяне, — он перевоспитывает легко.
<...>

Мне кажется — вывод ясен: необходимы такие лагеря, как Соловки, и такие трудкоммуны, как Болшево. Именно этим путём государство быстро достигнет одной из своих целей: уничтожить тюрьмы.

## История и контекст написания
В конце 1920-х — начале 1930-х годов Максим Горький ещё не окончательно вернулся из эмиграции, но уже регулярно приезжал в СССР. Он много ездил по стране, посещая самые разные места, в том числе исправительные заведения.
На Соловецких островах (Соловках) в это время функционировал Соловецкий лагерь особого назначения, в котором содержались и уголовные, и политические заключённые. Хотя до пика смертей и расстрелов на Соловках оставалось ещё несколько лет, там уже практиковались избиения и издевательства над заключёнными. Сведения об этом вызывали возмущение западных государств. Поэтому поездка Горького на Соловки была не только интересна ему самому, но и выгодна ОГПУ, в чьём ведении был лагерь: если бы обладавший значительным международным авторитетом писатель сообщил, что условия содержания заключённых на Соловках удовлетворительные, это стало бы весомым ответом на критику.
Горький прибыл на Соловки 20 июня 1929 года и отбыл на материк на следующий день. Он, как и рассказано в очерке, осмотрел лагерь. О его визите остались многочисленные воспоминания очевидцев (в том числе Дмитрия Лихачёва, Альфреда Бекмана), в целом совпадающие, хотя и различающиеся в деталях. ОГПУ приложило усилия, чтобы взгляду Горького предстала достаточно благостная картина лагерной жизни. Заключённые, однако, сообщали Горькому и сведения об издевательствах.
Горький опубликовал очерк о своей поездке в журнале «Наши достижения» в 1929 году в рамках цикла «По Союзу Советов». Описание лагеря в очерке в целом совпадало с официальной картиной: условия хорошие, заключённые эффективно перевоспитываются.
Очерк «Соловки» — одно из самых ярких свидетельств того, насколько Горький поддерживал сталинский режим в СССР.